# 旅客輸送局 (イギリス)
旅客輸送局（英語: Passenger Transport Executive）とは、イギリスの大都市圏において公共交通をつかさどる機関である。旅客輸送局は合同行政機構に対して責任を負う。
なお、同様の役割はロンドンにおいてはロンドン交通局が、大都市圏以外のイングランドについては各カウンティが、2005年以降のスコットランドにおいては地域交通組合（英語版）（全域に設置）が担っている。

## 沿革

### 1968年運輸法
旅客輸送局は1960年代後半に1968年運輸法（英語版）に基づいて初めて設置された。また、上位機関として各旅客輸送局にPassenger Transport Authorityが設置されている。旅客輸送局は当時公共交通を担っていた自治体や企業間の連携不足の解消を目的としており、管轄内の公営バスを統合するとともに、地域の鉄道網の管理権を負った。
1968年運輸法によって設置された旅客輸送局は以下のとおりである。
- ウェスト・ミッドランズ - バーミンガム周辺 - 1969年10月1日
- SELNEC（サウス・イースト・ランカシャー＆ノース・イースト・チェシャ―） - マンチェスター周辺 - 1969年11月1日
- マージーサイド - リヴァプール周辺 - 1969年12月1日
- タインサイド - ニューカッスル・アポン・タイン周辺 - 1970年1月1日
- グレーター・グラスゴー - グラスゴー周辺 - 1973年6月1日

なお、当初の管轄エリアは現状とはやや異なる。

### 1970年代の自治体再編
1972年地方自治法により、イングランドでは1974年に地方自治体の再編が行われた。この一環として大都市圏に6つのメトロポリタン・カウンティが設置され、その範囲に合わせる形で旅客輸送局の管轄範囲の拡大及び改称とサウス・ヨークシャーとウェスト・ヨークシャーへの新設が行われた。
同時に、上位機関であったPassenger Transport Authorityが廃止され、新設されたメトロポリタン・カウンティ・カウンシルに引き継がれた。
1975年に行われたスコットランドの自治体再編では、9つのリージョンが新設され、グレーター・グラスゴー旅客輸送局はそのうちのひとつであるストラスクライドの範囲に合わせて管轄を拡大、ストラスクライド旅客輸送局に改称された。なお、イングランド同様Passenger Transport Authorityは廃止され、リージョナル・カウンシルが上位機関となった。

### 1985年地方自治法・1994年スコットランド地方自治等法
1985年地方自治法及び1994年スコットランド地方自治等法により、メトロポリタン・カウンティ・カウンシルとリージョンがそれぞれ1986年と1996年に廃止され、旅客輸送局の上位機関としてPassenger Transport Authorityが復活した。

### 1985年運輸法
1980年代半ばまで旅客輸送局はバス事業を行っていたが、1985年運輸法によるバス規制緩和の影響でバス事業を分離することが求められた。これらはPassenger Transport Companyと呼ばれていたが、1990年代半ばまでに売却され、完全民営化がなされている。これに加え、1985年運輸法では、民間のバス事業者の運賃及び時刻表の期政権が剥奪されている。

### 2008年地方交通法
2008年地方交通法では、旅客輸送局に対し下記の変更が施された。
- 上位機関であるPassenger Transport AuthorityがIntegrated Transport Authority（統合交通局）に改称
- 新たな旅客輸送局の創設や既存の旅客輸送局の管轄地域変更が可能に
- バスに対する規制権限の強化
- 地域交通政策の決定権の統合交通局への集中

2008年以降の統合交通局は旅客輸送局の管轄地域から選任された委員でなっており、旅客輸送局の政策を決め、予算を配分する。なお、統合交通局は課税権を持たないため、その財源は自治体との交渉によって決定する。
旅客輸送局は何も所有せず、統合交通局によって提供される資源を元に業務を行うということに注意が必要である。
なお、2011年から2016年にかけて、すべてのメトロポリタン・カウンティに合同行政機構が設置され、統合交通局の業務を引き継いだ。

## 現状
現在イングランドにはおおむねメトロポリタン・カウンティに対応する形で6つの旅客輸送局が存在する。2011年から2016年にかけて、各メトロポリタン・カウンティを含む形で合同行政機構が設置された。これにより統合交通局は廃止され、その機能は合同行政機構に移管された。なお、ウェスト・ヨークシャー及びウェスト・ミッドランズでは旅客輸送局についても合同行政機構に吸収されている。
| 地域                                             | 上位機関                                                                                          | 旅客輸送局（愛称）                                                   |
| ------------------------------------------------ | ------------------------------------------------------------------------------------------------- | -------------------------------------------------------------------- |
| グレーター・マンチェスター                       | グレーター・マンチェスター合同行政機構                                                            | グレーター・マンチェスター交通局                                     |
| リヴァプール・シティ・リージョン（リヴァプール） | リヴァプール・シティ・リージョン合同行政機構                                                      | マージートラベル                                                     |
| サウス・ヨークシャー                             | シェフィールド・シティ・リージョン合同行政機構                                                    | サウス・ヨークシャー旅客輸送局（トラベル・サウス・ヨークシャー）     |
| タイン・アンド・ウィア                           | ノース・イースト統合交通委員会 （ノース・オブ・タイン合同行政機構・ノース・イースト合同行政機構） | タイン・アンド・ウィア旅客輸送局（ネクサス）                         |
| ウェスト・ミッドランズ                           | ウェスト・ミッドランズ合同行政機構                                                                | ウェスト・ミッドランズ交通局（ウェスト・ミッドランズ・ネットワーク） |
| ウェスト・ヨークシャー                           | ウェスト・ヨークシャー合同行政機構                                                                | ウェスト・ヨークシャー・メトロ                                       |

### 機能
- 採算の取れないバス路線に対する補助金の給付
- 公共交通機関の所有・運営（一部のみ）
  - グレーター・マンチェスター：マンチェスター・メトロリンク
  - リヴァプール・シティ・リージョン：マージーレール（英語版）（運営はフランチャイズ方式により委託）、フェリー
  - タイン・アンド・ウィア：タイン・アンド・ウィア・メトロ、フェリー
  - ウェスト・ミッドランズ：ウェスト・ミッドランズ・メトロ
- 地域の鉄道路線の運賃・ダイヤの設定
- 新線（主にライトレール）や新駅の計画・出資
- フリーパスの発行やデマンド型交通など高齢者・障碍者の外出促進策への出資
- 時刻表など公共交通機関に関する情報の提供
- 地域交通計画（英語版）の作成（メトロポリタン・バラと共同）

近年、旅客輸送局は政府に対し地域のバス路線の規制権の強化を求めている。

### 都市交通グループ
都市交通グループ（Urban Transport Group、2018年までは旅客輸送局グループ（Passenger Transport Executive Group））は6つの旅客輸送局、ロンドン交通局、ストラスクライド交通組合（準会員）、ノッティンガム・シティ・カウンシル、ブリストル及びウェスト・オブ・イングランドの自治体の10者によって構成される団体であり、都市公共交通に関する加盟者間の情報交換の促進や交通問題に関する広報を目的とする。

## 類似機関

### イギリス
スコットランドではストラスクライド交通組合（英語: Strathclyde Partnership for Transport）（ストラスクライド旅客輸送局を前身とする）がグラスゴーを中心としたストラスクライド地域の交通を担っており、グラスゴー地下鉄もストラスクライド交通組合による運営である。なお、大都市圏を管轄し、旅客輸送局を前身とする交通協会はストラスクライドのみであるが、スコットランドには全域に交通組合（Partnership for Transport）が設置されている。
イングランドでは、グレーター・ロンドンを対象にロンドン交通局が存在するほか、大都市圏以外ではカウンティ・カウンシルが同様の役割を負っている。

### イギリス国外
- アメリカ：トランジット・ディストリクト（英語版）
- ドイツ・オーストリア・スイス：運輸連合 (Verkehrsverbund)
- スウェーデン：Trafikhuvudman（スウェーデン語版）（県毎・鉄道については複数県で共同の場合あり）
- ノルウェー：県毎・部門または公社・実際の運行はPSO（英語版）契約を通して民間が実施・鉄道は国鉄が運行するが県発行の月間パスの対象に含まれる場合がある